# Crimond
Crimond (in gaelico scozzese: Crìoch Mhonadh e in Lingua scozzese: Creemond) è un villaggio nell'Aberdeenshire, nel nord-est della Scozia, situato a circa 15 km a nord-ovest del porto di Peterhead e a poco più di 3 kw dalla costa. Nel 2011 c'erano 850 abitanti.

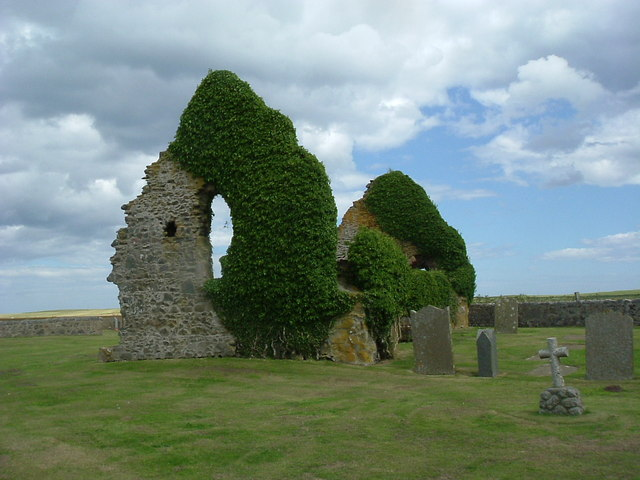
I ruderi della chiesa di St Mary, risalente al 1220.

Il villaggio è attraversato dalla strada principale (la S.S. A90) ed è delimitata da una chiesa che ha una sala pubblica, una scuola elementare, uno studio medico, un negozio, un ufficio postale, una casa di cura per anziani e un garage Crimond Motors. Le case più antiche del villaggio si affacciano sulla strada principale, mentre a ovest si trova una moderna tenuta.
Il vicino lago Loch of Strathbeg è una riserva naturale protetta dalla RSPB. Intorno al lago ci sono 3 punti per osservare uccelli e altri animali selvatici; il centro Starnafin consente anche il birdwatching.